# Wólka Kamienna
Wólka Kamienna – wieś w Polsce położona w województwie mazowieckim, w powiecie siedleckim, w gminie Zbuczyn. Ma status sołectwa.
W latach 1975–1998 miejscowość administracyjnie należała do województwa siedleckiego.
Z Wólki Kamiennej pochodzi Maria Wroczyńska, polska architekt, członek Stowarzyszenia Architektów Polskich.
Wierni Kościoła rzymskokatolickiego należą do parafii św. Stanisława i Aniołów Stróżów w Zbuczynie.